# Giovanni Villani
Pour les articles homonymes, voir Villani.
Giovanni Villani (v. 1276-1348) est un marchand, écrivain, chroniqueur et homme politique florentin de la fin du XIIIe et du début du XIVe siècle.

## Biographie
Giovanni Villani serait né avant 1276 dans une famille vraisemblablement originaire des alentours de Florence, de tradition récente mais apparentée à une grande famille de la ville, et liée à la compagnie des Buonaccorsi, dont son oncle, Mando del Bellincia, est codirecteur en 1307. Aucune information ne nous est parvenue sur la formation intellectuelle de Giovanni durant ses jeunes années.
Veuf vers 1320 après un premier mariage, il épouse alors une fille de la puissante famille des Pazzi. On se rend compte que par le biais de la politique matrimoniale menée par Villano, son père, c’est l’ensemble de la famille qui se lie au monde des affaires : ainsi la sœur, Lapa, épouse-t-elle Pietro di Mando del Bellincia, leur cousin et fils dudit codirecteur des Buonaccorsi, alors que Matteo, le frère cadet, épouse Lisa di Monte de la maison des Buondelmonti. Les deux autres frères sont quant à eux facteurs pour le compte des Peruzzi. Ainsi, bien que d’extraction modeste et grâce à l’ingénieuse stratégie matrimoniale menée par leur père, Giovanni et ses frères arrivent rapidement à faire partie intégrante de la haute classe marchande florentine. Giovanni œuvre dans un premier temps pour la compagnie des Peruzzi, comme ses frères Filippo et Francesco, et pour qui il se rend à Bruges entre 1301 et 1307 ; puis dans un second temps il entre chez celle des Buonaccorsi, où il rejoint son frère Matteo. Les relations entretenues avec ce dernier semblent très fortes et les deux familles restent liées longtemps après sa mort. À partir des années 1310 et son retrait de la compagnie des Peruzzi, Giovanni s’établit de manière apparemment fixe à Florence et y commence une carrière politique, occupant successivement divers offices communaux, notamment celui de membre du collège des prieurs (1317, 1321, 1328). La famille entière jouit visiblement d’une solide réputation guelfe, comme en témoignent les actes des procès pour gibelinisme attentés vainement à Matteo.
C’est à peu près à la même époque, vraisemblablement dans la troisième décennie du siècle, qu’il commence la rédaction de la Nuova Cronica, contrairement d’ailleurs à ce qu’il annonce lui-même. La carrière politique de Giovanni commence cependant à décliner après 1331. Chargé d’un office financier entre 1327-1328, il est en effet responsable du prélèvement des taxes destinées à payer les lourdes charges du duc de Calabre et s’attire à ce titre le ressentiment de certains de ses concitoyens : accusés de malversations, il n’est innocenté qu’après de longues années de procès. Il pâtit également de la vague de faillite, touchant une à une les compagnies florentines. Il n’occupe alors que quelques charges communales mineures (envoyé contre sa volonté comme otage à Ferrare en 1341).
Il meurt en 1348, victime d'une épidémie de peste. Matteo, son frère, poursuit alors la rédaction de la chronique (pour la période 1348-1363), imité par son neveu, Filippo (1363-1364).

## Le point de vue de l'historien
La Nova Cronica représente pour l’historien une mine d’informations de tous genres sur la vie politique, économique et culturelle florentine du XIVe siècle. Elle se retrouve ainsi très fréquemment mentionnée comme source dans nombre d’études sur le sujet, comme l'Histoire de Florence de Robert Davidsohn (1853-1937). Rédigée en langue vulgaire (florentin), c'est par ailleurs un texte d'un grand intérêt littéraire, qui place son auteur parmi les pères de la langue italienne, à l'égal de son compatriote et contemporain Dante Alighieri.

### À propos de la date de rédaction de laNova Cronica
On sait qu’une première version en dix livres circulait avant 1333, quand la grande inondation de l'Arno a obligé Villani à marquer une pause dans son travail. Une seconde version, terminée à la hauteur du Livre XI, chap. 51 a été mise à disposition de Antonio Pucci pour une versification. Enfin, une autre version en douze livres a existé, avant que Villani ne se décide à revoir le chapitrage de son travail (division du premier chapitre en deux, les origines de Florence constituant alors le début du second chapitre afin de mieux souligner le caractère communal de la chronique). De plus, comme le montre la lettre, déjà mentionnée, de Francesco Buondelmonti à Giovanni Acciaiuoli, en date du 13 juillet 1360, la chronique a connu une diffusion rapide, au point d’arriver jusqu’à la cour de Naples dans la décennie suivant la mort de l’auteur. Un témoignage important nous est également fourni par Villani lui-même lorsqu’il narre la défaite florentine face à Lucques et Pise en 1341, date à laquelle il était retenu comme otage officiel à Ferrare.

« XII 135 : Quand arriva la nouvelle de la défaite, nous Giovanni Villani, auteur de cet ouvrage, étions à Ferrare parmi les otages laissés par notre Commune auprès de messire Mastino […]. Un de nos compagnons cavaliers […] me fit cette demande : « Toi qui as fait et fais encore mémoire de notre histoire passée et des grands événements du siècle, [pourquoi Dieu a-t-il laissé vaincre les Pisans, plus pécheurs que nous] ? »

— XII 135

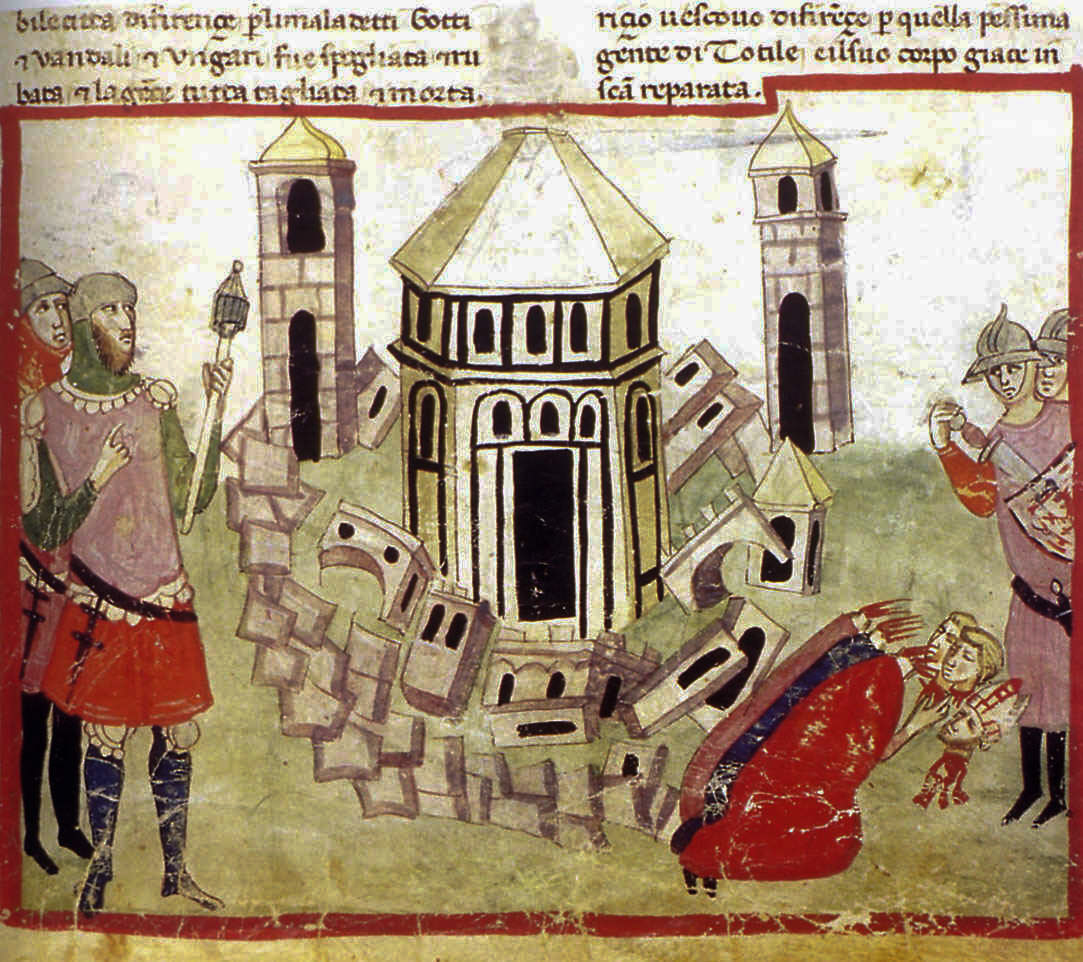
Miniature de la Cronica, Totila fait détruire la ville de Florence, ms. Chigiano L VIII 296 della Biblioteca Vaticana

Ainsi, dès 1341, Villani est reconnu par son entourage comme maître d’histoire. Mais il est difficile de savoir si le « compagnon cavalier » a eu connaissance du travail de Villani à l’occasion de leur commun séjour dans les prisons ferraraises ou si l’on doit voir dans cet extrait une confirmation de la diffusion précoce et répandue à Florence de certains passages, voire d’une première version incomplète, de la Nuova Cronica. Malheureusement, aucun des exemplaires parvenus jusqu’à nous ne remonte au-delà de la seconde moitié du XIVe siècle. La plus ancienne copie identifiée par Giuseppe Porta date quant à elle de 1366-1367. À propos de la rédaction de la chronique, voici les étapes proposées par Luigi Trenti :
- À partir de 1308 : phase préparatoire (retranscription de l’histoire ancienne, Livres 1 à 8 environ)

- À partir de 1322 : début de l’enregistrement des faits, à partir de l’année 1280 environ.

- De 1333 à 1341 : rédaction définitive de la chronique en vulgaire, continuée au fur et à mesure jusqu’en 1348.

Il y a donc bien eu une phase de rédaction ou de rédaction terminale, au cours de laquelle la maturation de l’expérience personnelle et les faits contemporains peuvent avoir eu une incidence sur la réécriture de la chronique. Giuseppe Porta a ainsi distingué quelques retouches et ajouts, signes d’une volonté de perfectionnement ou de réinterprétation. Parmi celles-ci, on en distingue deux qui témoignent d’une considération négative du phénomène islamique. Franca Ragone a identifié le « livre du passage » ou « livre de la conquête », mentionné trois fois par Villani, à la chronique de Guillaume de Tyr, ou plutôt à celle d’un de ses continuateurs. Pourtant le portrait que nous peint Villani du sultan Saladin est totalement dépourvu des caractéristiques chevaleresques et nobles qui sont traditionnellement les siennes dans la littérature chrétienne, notamment dans l’œuvre des continuateurs de Guillaume de Tyr. A en croire Giuseppe Porta, le chapitre relatif à la vie de Mahomet a lui aussi fait l’objet de retouches et d’ajouts, dans le sens d’une réinterprétation plus virulente de la débauche de la secte mahométane. Cette réévaluation de type morale du monde arabo-musulman, effectuée lors de la phase de rédaction finale des années 1330-1348, peut être lue comme un signe possible de l’incidence dans le travail de seconde rédaction de la contemporanéité de l’avancée turque en Orient.
Un autre signe est la reprise de l’idée du passage outremer, ou de manière plus général de la guerre sainte menée contre les ennemis de l'Église (qui peuvent se trouver aussi parmi les Chrétiens, comme l’empereur Frédéric II). Alphonse Dupront a appelé le XIVe siècle le « temps des arrière-croisades » : l’abandon des entreprises croisées après la chute de Saint-Jean-d’Acre en 1291 ne marque pas selon lui le renoncement à l’idée de croisade, qui continue à se perpétrer tout au long du siècle suivant. Il suffira de citer les prêches de la mystique dominicaine Catherine de Sienne : l’exemple est certes tardif (seconde moitié du XIVe siècle, après la mort de Villani donc) mais témoin d’une situation idéologique et mentale qui plonge ses racines au moins au début du siècle, voire avant encore. Certes il faut aussi prendre en compte le poids de l’idéologie guelfe, qui à sa manière pousse l’auteur à idéaliser la guerre au service de l’Eglise. Mais il y a très certainement autre chose : les attaques turques en Anatolie, puis vers Constantinople même, secouent fortement l’Occident. L’idée de croisade contre les Turcs est prononcée en 1344 par Clément VI, qui appelle les cités toscanes (Pise et Florence en particulier) à soutenir le roi Hugues de Chypre, Venise et les Chevaliers de Rhodes contre les « hostes prophani et blasphemi et persecutores crudeles fidei Christi » . Les défaites grecques face aux armées turques dans les années 1330-1340 marquent visiblement Villani, conscient qu’il est en train de se passer quelque chose de plus important que de simples affrontements. Il rend ainsi compte d’un changement dans les rapports entre les Grecs et le monde turc, d’un renversement de domination et de la fin d’une période.

« [Les Turcs] mirent les Grecs en défaite, et peu en réchappèrent comparé au nombre de morts et de prisonniers. Et les Grecs perdirent toute la terre au-delà du Bras Saint George [détroit du Bosphore], et par la suite les Grecs n’eurent plus ni pouvoir ni seigneurie. »

— XI 149

« e [i Turchi] venuti con grande esercito assalirono l'oste de' Cristiani e Greci, e misongli inn-isconfitta, e pochi ne scamparono che non fossono presi o morti; e perderono tutta la terra di là dal braccio San Giorgio, che poi non v'ebbono i Greci nullo podere o signoria ». »

— Texte original
Dans les derniers livres, là où justement la chronologie du récit se rapproche du moment de l’écriture pour arriver à une situation de quasi-simultanéité, les affrontements entre navires chrétiens et turcs, militaires ou marchands, sont rapportés sous la forme de brefs chapitres, très courts, de quelques lignes seulement : Villani arrive là à une rédaction presque spontanée, écrivant au fur et à mesure de la succession des événements. Ceux-ci sont généralement de faible importance : ici ce sont dix navires génois qui sont pris à Sinope, là ce sont quarante marchands vénitiens, génois et florentins qui sont pris au large de La Tana. Les faits de peu d’importance sont traités de la même manière que les grandes entreprises croisées, car tous appartiennent au même phénomène, trop récent pour permettre une certaine distanciation face à l’événement et donc une attitude relativiste.